# 高兴 (元朝)
高兴（1245年—1313年10月10日），字功起，蔡州（今河南省汝南县）人，元朝大将。《元史》裡有傳。

## 生平

### 家世背景
高興是蔡州人，其先祖自薊遷徙至汴京城，曾祖高拱之、祖父高子洵，世代皆以務農為業。金朝末年，父親高青因戰亂又搬到蔡州，才生下高興。高興年少時很慷慨，其力量能輓二把石弓，曾步行於南陽山中打獵，遇到老虎時大吼數聲，高興神色自若，不疾不徐射了一箭斃了老虎。

### 出仕宋朝
至元十一年冬天，高興帶著八位騎士抵達黃州，謁見宋朝的制置使陳奕。陳奕令高興隸其麾下工作，且對高興的相貌感到好奇，便以外甥女許配給高興。此後，就成為南宋的将领，

### 投降元朝
至元十二年（1275年），丞相伯顏伐宋，至黃州，高興從陳奕出降，伯顏承制授予高興千戶一職，跟随伯颜灭宋，之後跟隨元軍陸續擊破瑞昌之烏石堡、張家寨，進拔南陵。後續驻守东南，攻下衢州、浙江东阳、玉山、福州、漳州。
至元十三年（1276年）春天，南宋投降，伯顏北還京師，留高興以兵取郡縣之未下者。
至元十六年（1279年）秋天，奉召入朝，侍燕大明殿，悉獻江南所得的珍貴寶物，元世祖忽必烈問他說：「卿何不少留以自奉。」高興答說：「臣素貧賤，今幸富貴，皆陛下所賜，何敢隱俘獲之物！」忽必烈大悅，說：「直臣也。」而後，高興也上奏屬下士卒的戰功，帝命自定其秩，頒爵賞有差。不久以後，被朝廷派任至浙東道擔任宣慰使，賜西錦服、金線鞍轡。奉省檄，聲討處州、福建及溫州、台等地海洋群盜，皆平之。
至元十七年（1280年），有漳州盜賊數萬佔據高安寨，元朝官軍討之，二年不能攻下。朝廷發出詔書任命高興為「福建等處徵蠻右副都元帥」與「都元帥」完者都等共同討伐盜賊，镇压陈吊眼起义，
至元十八年（1281年），盜賊首領陳吊眼聚眾十萬，連五十餘寨，扼險自固。高興率軍攻破其十五寨，吊眼走保千壁嶺。興上至山半，誘與語，接其手，掣下擒斬之，漳州境悉平。其后，继续镇压福建头陀军、温州林雄等人的起事。
至元十九年，入朝，賜銀五百兩、鈔二千五百貫，及錦服、鞍轡、弓矢，改浙西道宣慰使。
至元二十一年，又改任淮東道宣慰使。
至元二十三年，拜江淮行中書省參知政事。後改任浙東道宣慰使。
至元二十四年，尚書省設立，拜行尚書省參知政事。
至元二十八年，罷福建行省，以參知政事行福建宣慰使。後召入朝，拜江西行省左丞。
至元二十九年，復立福建行省，拜右丞。爪哇黥使者孟琪，詔興為平章政事，與史弼、亦黑迷失帥師征伐爪哇，賜玉帶、錦衣、甲冑、弓矢、大都良田千畝。至元三十年春天，高興所率領的步兵部隊在爪哇作戰。
元成宗即位後，復拜福建行省平章政事，賜玉帶。大德三年，汀州總管府同知阿里挾怨誣告高興不法，召入對，盡得其誣狀，阿里伏誅。改江浙行省平章政事，賜海東青鶻，命其子伯顏入宿衛。四年，遣使賜海東白鶻、葡萄酒、良藥。八年，授樞密副使。十年，進同知樞密院事，皆兼平章。改河南行省平章政事。
元武宗即位後，獲得召見，官拜左丞相。
皇慶二年秋九月二十日（1313年10月10日）去世，得年六十九。贈太師、開府儀同三司、上柱國，追封梁國公，諡武宣。元統三年，加封南陽王。

## 孩子
根據《元史記載，高興有六個孩子。
一子，名久住，泉州總管。
一子，名長壽，同知建寧路總管府事。
一子，名忙古台，襲萬戶。
一子，名伯顏，同知寧國路總管府事。
一子，名完者都，辰州路總管。
一子，名寶哥，治書侍御史。

## 延伸阅读
[在维基数据编辑]
 《元史·卷162》，出自宋濂《元史》
 《新元史/卷181》，出自柯劭忞《新元史》